# Sebastian Augustinussen
Sebastian Augustinussen (født 6. maj 1996) er en dansk håndboldspiller, der spiller for SønderjyskE i Herrehåndboldligaen. Han har spillet flere kampe for de danske junior- og ungdomslandshold.
I marts 2022 skrev han under på en 3-årig kontrakt med danskerklubben SønderjyskE Håndbold.
Han deltog også i Ungdomsverdensmesterskab i håndbold 2013 i Ungarn og vandt titlen.